# Ulomyia hispanica
Ulomyia hispanica är en tvåvingeart som först beskrevs av Sara 1954.  Ulomyia hispanica ingår i släktet Ulomyia och familjen fjärilsmyggor. Inga underarter finns listade i Catalogue of Life.